# Riforma ortografica della lingua francese del 1990
Le rettifiche ortografiche del francese del 1990 proposero una nuova ortografia per determinate parole del francese al fine di semplificarle (per esempio, l'accento circonflesso diventa facoltativo per determinate parole) o per eliminare delle incoerenze (per esempio, "douçâtre" fu sostituito da "douceâtre").
Tali rettifiche furono originate da un documento del Consiglio internazionale della lingua francese approvato dall'Académie française e pubblicata nei "Registri Amministrativi" del Journal officiel de la République française il 6 dicembre 1990. La questione ortografica è definita come nuova (NO), raccomandata, rettificata (OR), revisionata, modernizzata o del 1990, distinguendola dall'ortografia definita tradizionale o antica. Il Consiglio internazionale della lingua francese (CILF), dove sono rappresentati tutti i paesi francofoni, diede parere favorevole a tali rettifiche.
Questa rettifica interessò quasi 2000 parole (in un dizionario di uso quotidiano contenente dalle 50 000 alle 60 000 parole) fino a più di 5000 parole nel caso fossero considerate anche parole di uso più raro.

## Dettagli
| Regole | Esempi                                                                   | Esempi                                                            |
| Regole | ortografia tradizionale                                                  | ortografia riformata                                              |
| --- | ------------------------------------------------------------------------ | ----------------------------------------------------------------- |
| 1. I numerali composti sono sempre uniti da un trattino. Milliard, million e millier, che sono invece dei sostantivi, non vengono modificati dalla riforma. | trente et un cinq cents un six millième                                  | trente-et-un cinq-cents un six-millième                           |
| 2. Nelle parole composte nella forma verbo + sostantivo (ad esempio: pèse-personne) o preposizione + sostantivo (ad esempio: sans-papier), il secondo elemendo prende la marca del plurale se la parola è plurale. | des après-midi                                                           | des après-midis                                                   |
| 3. Uso dell'accento grave (al posto dell'accento acuto) in un certo numero di parole, ma anche nel futuro e nel condizionale dei verbi che si coniugano come céder. | événement réglementaire je céderai, ils régleraient                      | évènement règlementaire je cèderai, ils règleraient               |
| 4. L'accento circonflesso sparisce sulle i e sulle u, ma si mantiene nelle desinenze verbali del passato remoto (fîmes, fîtes; fûmes, fûtes) e del congiuntivo imperfetto (fît; fût), e inoltre anche nel caso di omografia: dû, jeûne(s), mûr, sûr (ma murs, mure(s) e surs, sure(s)), croîs, croît, crû(e)(s).                        | coût entraîner, nous entraînons paraître, il paraît                      | cout entrainer, nous entrainons paraitre, il parait               |
| 5. I verbi in -eler e -eter si coniugano come peler e acheter, i derivati in -ment si scrivono come i verbi corrispondenti. Eccezioni: appeler, jeter e i loro composti. | j'amoncelle, amoncellement tu époussetteras                              | j'amoncèle, amoncèlement tu époussèteras                          |
| 6. I prestiti formano il plurale come le parole francesi e prendono gli accenti conformemente alle regole del francese. | des sandwiches revolver                                                  | des sandwichs révolver                                            |
| 7. L'univerbazione è necessaria in un certo numero di parole: - i composti di contr(e)- e entr(e)- - le onomatopee - le parole di origine straniera - le parole che contengono elementi « colti » Si tratta in qualche modo di un ritorno alla vecchia ortografia del XVII secolo, in cui la maggior parte delle parole era univerbata. | contre-appel entre-temps tic-tac week-end agro-alimentaire porte-monnaie | contrappel entretemps tictac weekend agroalimentaire portemonnaie |
| 8. Le parole in -olle e i verbi in -otter (e loro derivati) si scrivono rispettivamente -ole e -oter. Eccezioni: colle, folle, molle e altre della stessa famiglia delle parole in -otte (comme botter, da botte). | corolle, girolle frisotter, frisottis, cachottier                        | corole, girole frisoter, frisotis, cachotier                      |
| 9. Per mostrare la pronuncia della u, la dieresi si mette nelle parole in: - -guë- e -guï-, spostato su questa lettera. - -geure-, e inoltre il verbo arguer, aggiunto a questa lettera. | aiguë, ambiguë exiguïté gageure, arguer                                  | aigüe, ambigüe exigüité gageüre, argüer                           |
| 10. Il participio passato di laisser seguito da un infinito è invariabile (sul modello di faire). Questa invariabilità era già raccomandata o permessa da alcuni grammatici, fra cui Émile Littré. | elle s'est laissée mourir                                                | elle s'est laissé mourir                                          |

Ci sono, inoltre, circa 60 modifiche ortografiche isolate (modifiche su parole diverse come, per esempio charriot sull'esempio di charrue).